# Iván Hompanera Álvarez
Iván Hompanera Álvarez (Barcelona, 26 de gener de 1969) i resident a l'Hospitalet de Llobregat. És un esportista català que va competir en atletisme adaptat, a causa de la seva paràlisi cerebral.
Va guanyar dues medalles d'or en els Jocs Paralímpics de Sydney 2000 en les proves de 800 m (T36) i 5.000 m (T38). A banda d'aquestes dues victòries també va obtenir tres medalles d'or al Campionat d'Europa a Assen de 2003 (800 m, 5.000 m i 4 x 400 m). També va obtenir la medalla de bronze al Campionat d'Europa d'Espoo de 2005 (800 m).
| Jocs Paralímpics | Jocs Paralímpics   | Jocs Paralímpics | Jocs Paralímpics |
| Any              | Lloc               | Medalla          | Prova            |
| ---------------- | ------------------ | ---------------- | ---------------- |
| 2000             | Sydney (Austràlia) | 1                | 800 m T36        |
| 2000             | Sydney (Austràlia) | 1                | 5.000 m T38      |